# Procès en droit français
Pour les articles homonymes, voir Procès (homonymie).
 (septembre 2014).
Si vous disposez d'ouvrages ou d'articles de référence ou si vous connaissez des sites web de qualité traitant du thème abordé ici, merci de compléter l'article en donnant les références utiles à sa vérifiabilité et en les liant à la section « Notes et références ».
En droit français, un procès est un litige soumis à une juridiction, laquelle peut être par exemple une cour ou un tribunal. À l'issue du procès, une décision est rendue. En France, la décision est généralement appelée jugement, lorsque la juridiction qui l'a rendue est appelée tribunal, ou arrêt, lorsque cette juridiction est appelée « cour ».

## Déroulement d'un procès civil
Avant toute action, la compétence juridique doit être définie de manière à savoir auprès de quel type de tribunal l'action en justice doit être portée et à quel endroit elle le sera. Il existe deux sortes de compétences qu'il faut définir :
- la compétence d'attribution, qui définit le type de tribunal ;
- la compétence territoriale, qui définit le lieu du tribunal.

### Le tribunal judiciaire
Pour porter une affaire devant le tribunal judiciaire (TJ), il faut que le demandeur appelle son adversaire à comparaître devant le tribunal en lui signifiant une assignation, qui est établie par l'avocat du demandeur et signifiée par le commissaire de justice au défendeur. Si ce dernier entend s'opposer à la demande, il doit choisir à son tour un avocat. Une copie de l'assignation est déposée au greffe du tribunal, puis l'affaire est inscrite par le secrétariat-greffe sur un registre général qu'on appelle le rôle.
Si l'une des parties souhaite recourir aux services d'un avocat extérieur, l'avocat choisi doit utiliser la procédure de postulation (néanmoins la postulation devrait, si la loi Macron est votée, être supprimée dans un proche avenir).
Le président fixe alors la date à laquelle l'affaire sera appelée. En attendant cette date, l'affaire est instruite et il y a échange de conclusions et de pièces entre avocats.[pas clair]
Au jour fixé, l'affaire est appelée à l'audience devant le président qui examine l'état de la cause avec les avocats. Si elle semble prête à être jugée, le président décide le renvoi à l'audience dont il fixe la date. Sinon le président charge un magistrat du tribunal, le juge de mise en état, d'accélérer l'instruction de l'affaire. Le juge de mise en état rend ensuite une ordonnance de clôture et renvoie l'affaire devant le tribunal.
Le jour de l'audience, le tribunal entend les plaidoiries des avocats et, après qu’il en ait été délibéré, le jugement est rendu, en principe en audience publique.

## Déroulement d'un procès pénal

### Tribunal de police
Le tribunal de police est une juridiction pénale française qui juge les contraventions. Les infractions plus graves (appelées délits) sont jugées par un tribunal correctionnel.